# Final Fantasy XVI
Final Fantasy XVI (ファイナルファンタジーXVI, Fainaru Fantajī Shikkusutīn) é um jogo eletrônico de RPG de ação desenvolvido e publicado pela Square Enix. É o décimo sexto título principal da franquia Final Fantasy e foi lançado mundialmente em 22 de junho de 2023 para PlayStation 5. A jogabilidade apresenta vários ambientes segmentados que o jogador pode explorar, contendo um sistema de combate orientado mais para ação envolvendo golpes com espadas e ataques mágicos. Monstros convocáveis chamados de Eikons são enfrentados em batalhas de chefões e usados para canalizar poderes especiais durante o combate normal.
A história se passa no mundo ficcional de Valisthea, um local dividido em seis países diferentes que mantém seus poderes por meio de cristais mágicos e pessoas capazes de controlar monstros colossais e elementais chamados Eikons. Tensões entre os países aumentam devido a uma praga mágica que passa a consumir e secar toda vida na terra. A narrativa acompanha Clive Rosfield, guardião de seu irmão mais novo Joshua, que testemunha a destruição de seu país e se envolve no conflito cada vez maior entre as nações de Valisthea e o poder secreto por trás do surgimento de um novo e até então desconhecido Eikon de fogo.
O desenvolvimento de Final Fantasy XVI começou em meados de 2015. O objetivo da equipe de desenvolvimento era criar uma fantasia sombria que interessaria um público mais amplo e revigorasse a franquia, algo que também influenciou o desenvolvimento do sistema de combate mais orientado para a ação e outros elementos, como a música. A ambientação medieval foi escolhida porque era uma que os desenvolvedores gostavam de títulos anteriores da série, com seu roteiro sendo inspirado em várias séries de televisão. Parte de seu desenvolvimento e campanha de divulgação foram impactados pela pandemia de COVID-19.
Final Fantasy XVI foi anunciado em setembro de 2020, recebendo críticas antes de seu lançamento pela falta de diversidade étnica entre seu elenco de personagens. O título foi bem recebido pela imprensa especializada na estreia, com elogios direcionados para seu enredo, personagens, música e combate, enquanto as críticas se focaram na falta de maiores elementos de RPG, questões técnicas e missões paralelas. Vendeu mais de três milhões de cópias durante sua primeira semana. Dois conteúdos para download foram lançados, com versões para Microsoft Windows e Xbox Series X/S estreando em 2024 e 2025, respectivamente.

## Jogabilidade

Um combate em Final Fantasy XVI, mostrando o protagonista Clive usando os poderes de Titã

Final Fantasy XVI é um RPG eletrônico de ação em que os jogadores assumem o controle de Clive Rosfield e companheiros controlados pela inteligência artificial que navegam através de áreas abertas segmentadas espalhadas pelos diferentes continentes de Valisthea. Elementos recorrentes da franquia Final Fantasy aparecem no jogo, como alguns tipos de monstros e as aves galiformes Chocobo. Clive, após o prólogo, pode viajar para diferentes partes de Valisthea. O mundo é dividido em ambientes fechados de calabouço, ambientes de vilarejos e campos abertos, todos selecionados de um mapa por meio de um menu de viagem rápida. Viagens dentro de zonas abertas podem ser feitas a pé ou montado em um chocobo. A base de Clive é um esconderijo que atua como ponto central para conversar com personagens não jogáveis, acompanhar os relacionamentos de Clive com diferentes personagens, interagir com uma variedade de lojas como vendedores de poções e ferreiros, e aceitar missões paralelas que vão desde pedidos de outros personagens até caças de monstros. Informações sobre locais, personagens e terminologias relevantes em determinadas situações são armazenadas em um banco de dados chamado Sumário Dinâmico, acessível aos jogadores em qualquer momento.
O combate ocorrem nas mesmas áreas em que o jogador navega, com as batalhas iniciando assim que os inimigos avistam o grupo. Clive é o único personagem controlável, com os outros membros do grupo sendo controlados pela inteligência artificial e tendo seus próprios ataques e habilidades mágicas. Um dos companheiros recorrentes é o cão Torgal, sendo o único que responde aos comandos de Clive para atacar ou realizar uma magia de cura. Clive em combate pode usar ataques mágicos à longa-distância e ataques normais com uma espada, encadeando-os em diferentes combos de ataque. Uma mecânica importante do combate é o "Atordoamento", em que o grupo infligi tipos específicos de dano que preenchem um medidor para atordoar um inimigo durante um período limitado de tempo, deixando-o vulnerável a mais ataques. Clive tem batalhas contra Eikons em certos momentos da história, com estas possuindo mecânicas próprias. Ele ganha acesso aos poderes e técnicas temáticas desses Eikons ao derrotá-los.
O jogo inicialmente tem duas configurações de dificuldade: um modo "História" que oferece acessórios que simplificam o combate e fortalece os personagens, mais um modo normal de "Ação". Completar o jogo uma vez desbloqueia novas opções, incluindo um modo "Novo Jogo+" que mantém as estatísticas e equipamentos adquiridos pelo jogador na primeira vez ao iniciar um novo jogo, mais um modo mais difícil chamado "Final Fantasy" que aumenta a dificuldade geral e muda a colocação dos inimigos. Também há um modo arcade que dá nota aos jogadores usando um sistema de pontos de combate, com desafios ainda mais difíceis dentro disso. Nestes modos, Clive pode melhorar ainda mais suas armas e acessórios, enquanto desafios impõem certos limites, como tempo para derrotar todos os inimigos e o uso de apenas os poderes de um único Eikon.

## Sinopse

### Mundo
Final Fantasy XVI se passa em Valisthea, um mundo em que cristais mágicos colossais, chamados de Cristais-Máter, estão espalhados pelos continentes gêmeos de Cinza e Tormenta. Esses cristais proporcionam energia mágica éter para as várias populações e movimentam diferentes aspectos da civilização com fragmentos minerados para uso comercial. Existem também humanos capazes de usarem magia sem a necessidade de cristais, conhecidos como Portadores, que sofrem de preconceito e escravidão, com o uso excessivo de magia fazendo com que eles gradualmente petrifiquem. Uma poderosa força em Valisthea são os Eikons, criaturas mágicas incrivelmente poderosas que são utilizadas por hospedeiros chamados de Dominantes. Existem oito Eikons, um para cada elemento: Fênix de fogo, Shiva de gelo, Ramuh de trovão, Titã de terra, Garuda de vento, Odin da escuridão, Bahamut da luz e Leviatã de água. O surgimento de um aparentemente impossível segundo Eikon de fogo, Ifrit, atrapalha o equilíbrio.
As principais nações de Valisthea são o Grão-Ducado de Rosaria, o Sacro Império de Sanbreque e a República de Dhalmekia no continente de Tormenta, enquanto o Reino de Waloed domina todo o continente de Cinza e o neutro Domínio Cristalino fica entre os dois continentes. Há também o Reino de Ferro, um país isolado próximo do litoral de Tormenta regido pela Ortodoxia Cristalina. Na antiguidade, os ancestrais da humanidade foram os Decaídos, que dominaram Valisthea até um cataclismo que destruiu sua civilização e deixou apenas ruínas espalhadas pelos continentes. Na época em que o jogo se passa, Valisthea está sofrendo de um esgotamento de éter chamado de Praga, que seca toda a vida e faz com que seus países entrem em conflito. Dominantes, por sua capacidade de manifestarem Eikons, desempenham papéis importantes em questões nacionais e militares. Eles são aclamados como líderes políticos, tolerados por seu poder, abusados, mortos ou usados como armas de guerra dependendo onde nascem.

### Personagens

De cima, esquerda para direita: Benedikta, Barnabas, Hugo, Joshua com Torgal, Dion, Clive, Cid e Jill

O protagonista de Final Fantasy XVI é Clive Rosfield, primogênito da família arquiducal de Rosaria que é preterido como sucessor de seu pai quando seu irmão mais novo Joshua Rosfield se manifesta como o Dominante de Fênix. Clive tem o habilidade especial de ser capaz de adquirir e usar o poder de vários Eikons. Ele é acompanhado em sua jornada por diferentes personagens: Jill Warwick, sua amiga de infância e a Dominante de Shiva que passa boa parte de sua vida como prisioneira política; Torgal, um lobo trazido dos Territórios do Norte que se torna um leal companheiro de Clive; e Cidolfus Telamon, o Dominante de Ramuh que concede abrigo para Portadores e Dominantes, sendo uma encarnação do recorrente personagem Cid da série Final Fantasy. Outros personagens proeminentes incluem Barnabas Tharmr, o Rei de Waloed e Dominante de Odin; Benedikta Harman, uma espiã de Waloed e Dominante de Garuda; Hugo Kupka, importante figura política de Dhalmekia e Dominante de Titã; e Dion Lesage, príncipe herdeiro de Sanbreque e Dominante de Bahamut.

### Enredo
Clive atua em sua adolescência como o guarda-costas de Joshua, encarregado de sua proteção e consequentemente abençoado com parte do poder da Fênix. Os irmãos acompanham seu pai, arquiduque Elwin, até o castelo de Portal da Fênix, onde são emboscados por soldados de Sanbreque. Elwin é morto e isto aciona o destrutivo despertar de Joshua como a Fênix. Clive tenta alcançar seu irmão, porém encontra uma figura desconhecida. Ifrit emerge momentos depois e mata a Fênix. Anabella, mãe de Clive que o despreza por não ter nascido como a Fênix e que traiu Rosaria com o objetivo de preservar sua linhagem, faz com que ele seja escravizado como um soldado mágico do exército de Sanbreque. Treze anos depois, Clive é enviado atrás das linhas inimigas durante uma batalha entre a República de Dhalmekia e o Reino de Ferro para assinar a Dominante de Shiva, que revela ser uma Jill também escravizada. Ele deserta para libertá-la e os dois são resgatados por Cid, que concorda em ajudar Clive a encontrar o Dominante de Ifrit. Os dois acabam enfrentando Benedikta, de quem Clive toma o poder de Garuda. Uma perturbada Benedikta é atacada por bandidos e se transforma em uma enlouquecida Garuda, fazendo Clive se transformar em Ifrit e matá-la. Ele brevemente entra em desespero por descobrir que ele próprio matou Joshua, porém Cid o incentiva a continuar procurando pela verdade por trás de sua transformação.
Clive e Jill testemunham a completa opressão infligida sobre os Portadores e seus simpatizantes na ocupada Rosaria, decidindo juntaram-se à missão de Cid de destruir os Cristais-Máter do mundo, que drenam éter da terra e causam a praga. Os três se infiltram na capital de Sanbreque, porém encontram um monstro dentro do Cristal-Máter que mata Cid antes do cristal em si ser destruído. O monstro é revelado como sendo um ser de outro mundo chamado Ultima, que tenta possuir Clive. Joshua, que sobreviveu ao ataque de Ifrit anos antes devido aos poderes da Fênix, o impede e prende parte de Ultima dentro de si. Hugo, que era apaixonado por Benedikta, é manipulado a acreditar que Cid foi o responsável pela morte dela e destrói o esconderijo. Cinco anos depois, Clive assumiu a alcunha de "Cid" e prossegue com a missão do Cid original, usando a guerra entre Sanbreque e Dhalmekia sobre o ocupado Domínio Cristalino como uma chance para destruir o Cristal-Máter do Reino de Ferro. Ultima realiza seu trabalho por meio da adoração de Barnabas e na forma de Olivier, filho de Anabella com o Imperador de Sanbreque. Clive depois enfrenta e corta as mãos de Hugo, que é manipulado por agentes de Barnabas em usar seu Cristal-Máter à procura de vingança. Clive assume o controle total de Ifrit, mata Hugo e destrói o Cristal-Máter de Dhalmekia.
Dion inicia um golpe de estado contra Anabella, porém no processo acidentalmente mata seu pai e fica sob o controle de Ultima. Clive e Jill destroem o Cristal-Máter do Domínio Cristalino e ajudam Joshua salvar Dion. Este consegue matar Olivier, fazendo Anabella perder a cabeça e cometer suicídio. Clive vai atrás de Barnabas, matando-o e destruindo o Cristal-Máter de Waloed. Entretanto, Ultima revela que isso é parte de seu plano de transformar Clive em um receptáculo que possa habitar. O povo de Ultima escapou de seu mundo e criou os Cristais-Máter de Valisthea para reunir éter suficiente para um feitiço de ressurreição, com os humanos tendo sido criados para gerar o receptáculo para esse poder. Clive, Joshua e Dion realizam um ataque contra a fortaleza aérea de Ultima, onde os fragmentos deste se fundem a fim de iniciar a última fase de seu plano. Dion é morto e Joshua mortalmente ferido depois de seu fragmento de Ultima ser removido à força. Joshua se sacrifica para dar a Fênix à Clive. Este consegue matar Ultima e absorver seus poderes, usando-os para destruir o último Cristal-Máter, removendo toda a magia de Valisthea. Clive vai parar em uma praia onde perde a consciência enquanto sua mão se petrifica. Anos depois, uma família que vive sem magia tem em sua casa um livro chamado Final Fantasy, publicado com o nome de Joshua Rosfield.
Os conteúdos para download pós-lançamento Echoes of the Fallen e The Rising Tide expandem elementos do mundo. Em Echoes of the Fallen, que se passa pouco antes da batalha final, fragmentos de um Cristal-Máter artificial criado pelos Decaídos estão sendo distribuídos no mercado negro. Clive, Joshua e Jill descobrem que o mercador Famiel, cuja terral natal de sua tribo foi tomada pela Praga, está vendendo cristais minerados do Pináculo dos Sábios, uma ruína dos Decaídos. Os três viajam ao pináculo e enfrentam um Eikon artificial chamado Ômega, derrotando-o e destruindo o Cristal-Máter. Em The Rising Tide, Clive, Joshua e Jill viajam para Misidia com Shula, líder do Povo da Água. Eles descobrem que o Dominante de Leviatã, um bebê chamado Waljas e um parente de Shula, foi forçado a despertar seus poderes e aprisionado magicamente com o objetivo de enriquecer Misidia. O grupo enfraquece o feitiço, que libertar um descontrolado Leviatã. Clive o pacifica como Ifrit e Shula acolhe Waljas para criá-lo como filho.

## Desenvolvimento
Final Fantasy XVI foi desenvolvido pela Creative Business Unit III, uma divisão de desenvolvimento dentro da desenvolvedora e publicadora Square Enix. A equipe incluiu vários membros que anteriormente tinham trabalhado em Final Fantasy XIV e em títulos do universo Ivalice. O produtor Naoki Yoshida tinha trabalhado em XIV tanto como produtor quanto diretor. O diretor principal Hiroshi Takai tinha trabalhado na série SaGa e em The Last Remnant. Kazutoyo Maehiro foi o diretor de criação e o roteirista principal. O programador principal de sistemas foi Yusuke Hashimoto, ex-engenheiro de projeto na Level-5. Hiroshi Minagawa foi o diretor de arte e Kazuya Takahashi foi o desenhista de personagens. O logo retratando Fênix e Ifrit em batalha e relacionando-se aos temas de XVI foi desenhado pelo ilustrador de longa-data da série Yoshitaka Amano.
O desenvolvimento conceitual de XVI começou em meados de 2015 depois de Yosuke Matsuda, então o diretor executivo da Square Enix, ter conversado com Yoshida sobre a possibilidade de desenvolver o próximo título principal da franquia Final Fantasy. Yoshida na época estava finalizando a produção da expansão Heavensward de XIV, compreendendo sua escolha porque a Creative Business Unit I tinha começado os trabalhos em Final Fantasy VII Remake, mas ele precisaria equilibrar seus trabalhos entre XIV e XVI. Yoshida começou reunindo uma pequena equipe de planejamento com o objetivo de realizar os trabalhos iniciais no novo jogo, que era formada por ele mesmo, Maehiro e o projetista de jogo principal Mitsutoshi Gondai. Yoshida decidiu ser apenas produtor de XVI porque seus deveres como produtor e diretor de XIV consumiam muito de seu tempo para que assumisse tantas responsabilidades em um segundo projeto de grande escala. Takai tinha trabalhado com Yoshida em XIV e foi escolhido como diretor principal de XVI por sua experiência com a série, sua popularidade entre a equipe de desenvolvimento e sua experiência com efeitos visuais. Produção em escala total de XVI começou em 2016 depois de uma atualização de Heavensward, quando Takai e Maehiro encontraram substitutos para assumirem a expansão seguinte, Stormblood. A Creative Business Unit III recebeu suporte no desenvolvimento de XVI da equipe de Kingdom Hearts da Creative Business Unit I e também de uma equipe da PlatinumGames liderada por Takahisa Taura.
A equipe levou em conta as críticas feitas contra Final Fantasy XV ao criarem o projeto de mundo e história de XVI, especificamente os problemas do projeto de mundo aberto e narrativa. O principal objetivo de Takai era que XVI tivesse um combate orientado para a ação que fosse fácil de usar e que sua narrativa fosse uma fantasia sombria que abordaria temas difíceis. Yoshida queria um jogo que não fosse direcionado para crianças ou adultos, mas sim algo que alcançasse "jogadores de todas as gerações". Ele também queria separar o jogo de estereótipos comumente associados, como um estilo artístico inspirado em anime e uma história focada em adolescentes. XVI foi inicialmente desenvolvido como um exclusivo do PlayStation 5, enquanto uma versão para PlayStation 4 foi considerada mas abandonada para não limitar as ambições da equipe.
Os desenvolvedores precisaram se mudar para um ambiente de trabalho remoto durante a pandemia de COVID-19, com a produção terminando um ano e meio atrasada devido a problemas de comunicação com os escritórios centrais da Square Enix e com companhias terceirizadas. Trabalho básico no desenvolvimento e nos roteiros foram finalizados até o final de 2020 e os trabalhos continuaram em recursos de "grande escala", como batalhas de chefões e ferramentas de desenvolvimento. O desenvolvimento alcançou os estágios finais até abril de 2022, com a equipe a partir de então se focando na finalização das missões paralelas. O título estava totalmente jogável do início ao final no final de junho do mesmo ano, com o desenvolvimento em seguida passando a se focar no polimento geral e gravação de dublagem para diferentes idiomas. Foi inicialmente planejado para ser colocado em dois discos, mas a equipe conseguiu colocá-lo em um único disco para diminuir os custos de produção e questões com a masterização.

### Projeto
Yoshida realizou pesquisas dentro da comunidade de Final Fantasy na hora de escolher um sistema de combate, descobrindo que havia uma divisão entre os fãs entre os que preferiam um sistema mais baseada em ação e outros que gostavam mais do estilo tradicional por turnos. Ele acabou optando por um sistema de batalha orientado para a ação depois de considerar o impacto potencial nas vendas e tendências de jogos modernos. Yoshida admitiu que esta abordagem mais outras decisões de jogabilidade arriscavam polarizar fãs da série, mas acreditou que tentar agradar todos os fãs ao incorporar todos os elementos possíveis "correria o risco de criar um jogo mal elaborado e comprometido". A equipe tinha no início do desenvolvimento um sistema de projetar testes de jogabilidade e descartar completamente aqueles que não funcionavam, com o alto escalão da Square Enix ficando frustrado com o ritmo lento do progresso. Os desenvolvedores decidiram contra um mundo aberto, pois teria aumentado o tempo de desenvolvimento para além de um limite considerado prático. Clive foi deixado como um único personagem jogável com os outros membros do grupo sendo controlados pela inteligência artificial com o objetivo de simplificar as necessidades do jogador, porém comandos limitados para Torgal foram incluídos para permitir um controle limitado.
A Square Enix, com exceção da equipe de Kingdom Hearts, tinha pouca experiência no projeto de combates de ação. Yoshida assim foi atrás de Ryota Suzuki, ex-funcionário da Capcom que tinha trabalhado na série Devil May Cry como seu projetista de batalha. O sistema de combate de XVI foi projetado ao redor da ideia de transformar o sistema de habilidades de Final Fantasy V em um sistema de combate em tempo real. As batalhas dos Eikons tiveram mecânicas únicas que não foram usadas em outros momentos do jogo. Um das primeiras batalhas de Eikon finalizada foi aquela contra Garuda, com suas fundações permanecendo praticamente inalteradas no decorrer de todo o processo de produção. Não houve telas de carregamento relacionadas com essas batalhas, com a jogabilidade e os diálogos sendo mixados dentro das sequências finais. Um sistema de funções baseadas em Eikons foi pensado para Clive durante a primeira metade do desenvolvimento, mas isto foi descartado por restrições relacionadas com a aparência do personagem. Funções clássicas da série Final Fantasy foram usadas como inspiração de desenho para inimigos e alguns personagens não jogáveis.
Yoshida trouxe Maehiro por gostar de seu estilo de escrita e construção de mundos. Maehiro na época estava ocupado com o roteiro de Heavensward e só começou seus trabalhos em XVI em 2016. A narrativa inicial se inspirou nas primeira temporadas de Game of Thrones, com outras inspirações incluindo animes clássicos e contemporâneos sendo usadas para impedir que houvesse muitas similaridades. Maehiro escreveu o roteiro original, que então foi revisado e finalizado pelo diretor de localização Michael-Christopher Koji Fox. Os diálogos foram escritos antes que qualquer projeto de jogo estivesse finalizado. O roteiro foi escrito em japonês e então traduzido para o inglês para as gravações iniciais de diálogos e cenas. A ambientação medieval foi escolhida porque a equipe gostava desse estilo nos primeiros Final Fantasy, além de se afastar dos elementos de ficção científica dos jogos mais recentes, pois os desenvolvedores acharam que a série estava ficando "estática". Maehiro, trabalhando a partir do conceito que os Eikons tinham proeminência, criou o mapa do mundo e baseou seus países a partir de suas localizações geográficas, em seguida criando a história ao redor dessa ambientação.
Apesar do jogo apresentar e desenvolver um grande elenco de personagens diferentes, a equipe sempre considerou que XVI era uma história de Clive e os relacionamentos que ele forma com diferentes pessoas oriundas das diversas nações. O tema central da história era choque de valores. Clive e Dion foram projetados como opostos estéticos, construídos ao redor dos arquétipos de príncipes da escuridão e luz, respectivamente. Cristais são um elemento recorrente de Final Fantasy e foram retratados como uma analogia a combustíveis fósseis esgotados, enquanto Dominantes e Eikons serviram de analogia para armas de destruição em massa. A tagline "O legado dos cristais definiu o destino da humanidade por tempo demais", recorrente na divulgação de XVI, tinha a intenção de simbolizar uma quebra com o estilo de ficção científica e um questionamento sobre o papel dos cristais de conceder poderes aos humanos. Os Eikons foram baseados em monstros convocáveis populares e estabelecidos da franquia Final Fantasy, com Ifrit recebendo um papel de destaque em contraste com sua representação prévia de um monstro convocável para iniciantes. A maior parte da história é contada por diálogos e cenas renderizadas em tempo real, porém algumas cenas pré-renderizadas foram também usadas. Estas foram dirigidas por Takeshi Nozue.

### Música

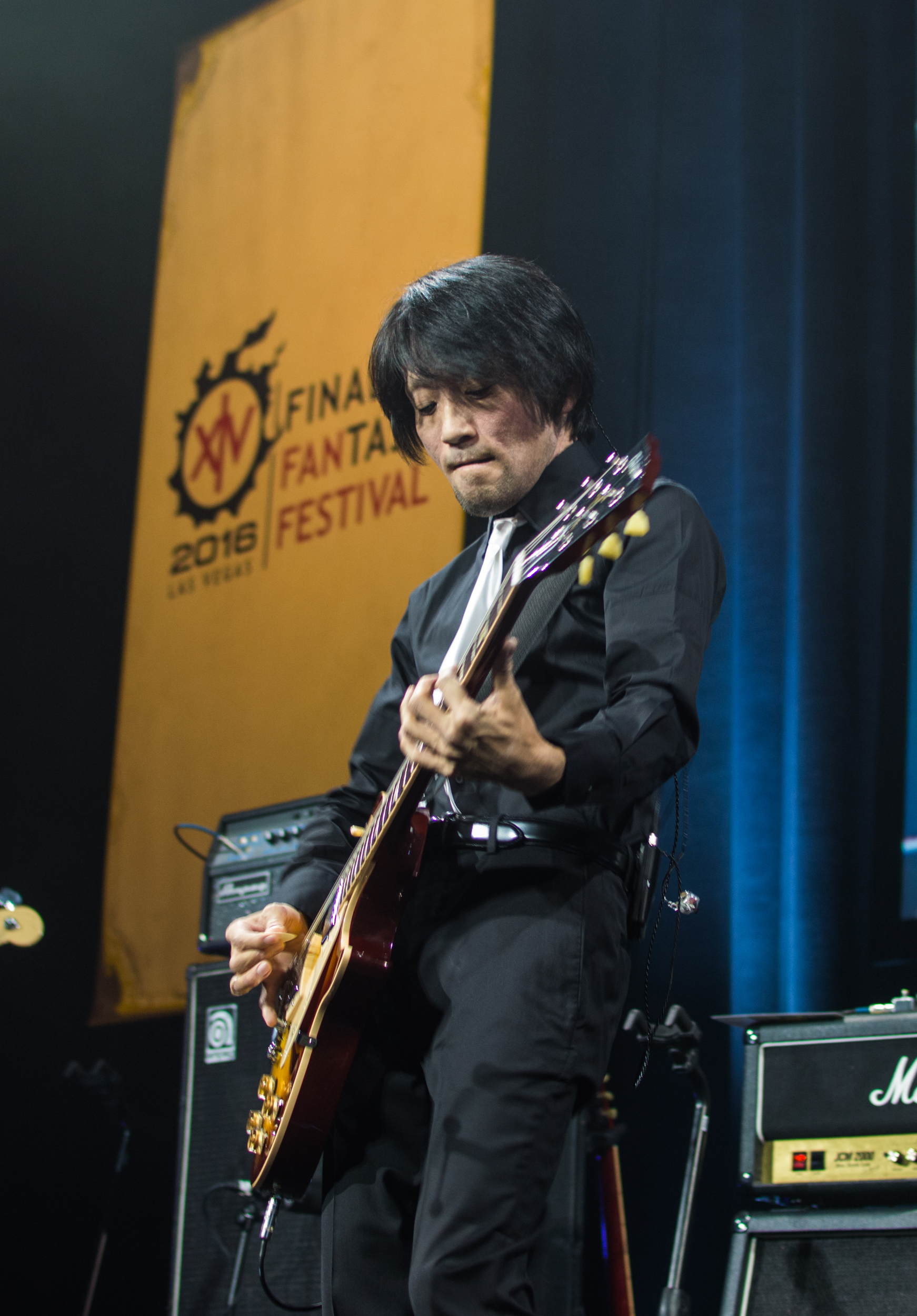
Masayoshi Soken foi o compositor principal da música de Final Fantasy XVI

Masayoshi Soken foi o compositor principal de XVI, com composições adicionais escritas pelos compositores Takafumi Imamura, Daiki Ishikawa, Saya Yasaki e Justin Frieden, e arranjos por Yoshitaka Suzuki, Ryo Furukawa, Tomolow e Keiko, muitos dos quais tinham anteriormente trabalhado com Soken em XIV. Soken foi trazido para trabalhar em XVI porque já estava familiarizado com Yoshida, Takai e com o estilo de criação de mundo de Maehiro. Ele descreveu a música como tendo uma direção única inspirada pela ambientação geral de fantasia sombria, contrastando com as faixas variadas e mais leves de XIV. Soken inicialmente foi encarregado de criar 140 músicas, mas o jogo final tem mais de duzentas, incluindo variações de temas de personagens. O compositor atribuiu essa grande número à variedade de personagens e situações, querendo assim evitar que a mesma música fosse repetida frequentemente. Soken encontrou dificuldades em se ajustar para compor para um título um jogador com uma narrativa central por ter passado muito tempo trabalhando XIV, que usa uma variedade de estilos musicais para homenagear toda a série Final Fantasy. A música foi o último elemento a ser colocado no lugar, depois da narrativa e jogabilidade já terem sido estabelecidas.
Yoshida queria queria que a música fosse criada com uma orquestra para se adequar aos temas sombrios. A criação de um tema principal foi difícil porque a história carecia de um foco narrativo menor, cobrindo em vez disso eventos e personagens grandiosos. Vários temas acabaram recebendo pesos equivalentes, enfatizando a importância de diferentes personagens. Um coral masculino foi usado frequentemente para criar um tom mais sombrio, especialmente nas faixas relacionadas a Eikons. Os temas musicais dos Eikons foram em sua quase totalidade escritos em um estilo clássico com um instrumentos de corda e metais, com a exceção sendo o tema de batalha contra Titã, que usou um estilo rock. Soken pediu que alguns dos temas tivessem letras para o coral, com estas tendo sido escritas por Maehiro, Fox e seu colega de localização John Taylor. Vários temas recorrentes criados por Nobuo Uematsu para jogos anteriores da franquia receberam novos arranjos, porém o tom sombrio de XVI muitas vezes entrou em conflito com essas composições, que precisaram ser retrabalhadas para se adequarem ao jogo. A canção tema foi "Tsuki Wo Miteita – Moongazing", escrita e cantada por Kenshi Yonezu, que teve a intenção de criar uma música que oferecesse esperança à Clive, pois Yonezu desejava que a história do personagem tivesse um final feliz.

## Lançamento
Rumores sobre a existência de Final Fantasy XVI começaram a surgir no final de 2019. O jogo foi oficialmente anunciado em 16 de setembro de 2020. O trailer usou cenas renderizadas em tempo real com o objetivo de mostrar que XVI estava com o desenvolvimento em um estágio bem avançado e não muito distante do lançamento. Um segundo trailer foi lançado em junho de 2022 e mostrava os Eikons e cenas de jogabilidade e história relacionadas. Este deveria ter sido lançado em março, porém a equipe decidiu segurar sua divulgação por alguns meses devido à invasão da Ucrânia em fevereiro, já que XVI retratava países em guerra. Yoshida gravou uma mensagem como prefácio do trailer para separá-lo dos eventos do mundo real. Um terceiro trailer foi publicado em dezembro, mostrando mais conteúdo de jogabilidade e a data de lançamento. Sua produção principal foi finalizada em março de 2023, com um demo cobrindo as sequências iniciais e um calabouço posterior foi lançado gratuitamente em 12 de junho.
A localização foi dirigida por Fox. Apesar do roteiro ter sido escrito originalmente em japonês, ele foi traduzido e gravado primeiro em inglês por meio de captura de movimentos, diferentemente dos jogos anteriores da franquia em que toda a versão japonesa era gravada primeiro. Por isto não houve sincronia labial na dublagem japonesa, porém a equipe tentou e desistiu de usar um sistema automático para sincronizar a dublagem com os personagens. Yoshida não participou do processo de gravação devido a políticas da Square Enix e por "respeito" aos roteiristas, pois ele admitiu que provavelmente iria contradizer suas decisões e causar problemas. Toda a gravação em inglês foi feita por atores britânicos, uma abordagem incomum para deixar XVI mais interessante para o mercado norte-americano. Diferentemente de outros títulos Final Fantasy recentes, não foram criados planos para "conteúdos terciários" como conteúdos para download e livros, com o objetivo da equipe sendo contar uma história completa em um único jogo.
Houve críticas quanto a falta de diversidade étnica do elenco de personagens XVI e também quanto a explicação dada pelos desenvolvedores. Yoshida afirmou que a relativa falta de diversidade se encaixava com sua ambientação europeia medieval e com o isolamento de Valisthea dentro do mundo de jogo. Ele admitiu potenciais questões de representatividade, mas enxergou que haveria problemas sobre quebrar a imersão dos jogadores e de estereótipos problemáticos sendo associados com protagonistas e antagonistas. A equipe decidiu se focar em nas personalidades e narrativas dos personagens sobre suas aparências. Ele depois afirmou que o mundo de jogo de XVI era inspirado por muitas culturas do mundo real, mas reconheceu que alguns poderiam discordar da abordagem empregada. Houve respostas similares inspiradas pela relutância de Yoshida em classificar o jogo sob o título "RPG japonês", pois ele estava desconfortável com as associações historicamente negativas relacionadas ao termo.

### Versões
XVI foi lançado mundialmente para PlayStation 5 em 22 de junho de 2023. Ele recebeu classificações indicativas elevadas em diferentes países. Uma classificação foi negada na Arábia Saudita e o jogo foi consequentemente banido no país porque a Square Enix se recusou a alterar o conteúdo da história para se adequar às exigências sauditas, no caso a representação de um relacionamento homossexual. XVI foi lançado com edições físicas e digitais Padrão, Luxo e Colecionador disponíveis para comprar por meio da loja virtual da Square Enix, com cada versão dando acesso a itens adicionais dentro do jogo e acessórios como um livro de arte e uma caixa para o jogo feita de ferro com uma arte de capa única. Uma réplica da espada de Clive foi criada pelo ferreiro Tod Todeschini e exibida na coleção do Arsenal Real na Torre de Londres entre 20 de junho e 19 de julho. A equipe de desenvolvimento desejava entregar um jogo sem a necessidade de uma atualização de software no dia do lançamento, porém uma atualização acabou sendo disponibilizada na estreia para corrigir pequenos problemas de jogabilidade e otimizar a performance. Cópias de XVI vazaram online uma semana antes do lançamento, com a Square Enix publicando uma declaração pedindo para que aqueles que tivesse cópias adiantadas não revelassem detalhes da história.
Uma atualização gratuita foi disponibilizada no início de setembro com aparências alternativas para Clive, Jill e Torgal. Uma expansão intitulada Echoes of the Fallen foi revelada e lançada em 7 de dezembro, seguindo Clive e seus companheiros enquanto exploram uma torre misteriosa, o Pináculo dos Sábios. Ela também disponibiliza vários itens bônus para os jogadores, como novas armas e músicas. Uma segunda expansão, chamada de The Rising Tide, foi lançada em 18 de abril junto com uma atualização gratuita melhorias de qualidade de vida e novo modo de desafio. Estas expansões foram dirigidas por Takeo Kujiraoka, que anteriormente tinha trabalhado em Final Fantasy XIII e na subssérie Dissidia Final Fantasy. A equipe decidiu focar as histórias das expansões na exploração de elementos escondidos ou inexplicados de Valisthea, com os enredos envolvendo a civilização dos Decaídos e Leviatã tendo sido comentados no jogo base, mas sendo deixados em aberto caso conteúdos pós-lançamento fossem aprovados. Um evento de crossover com XIV também está em desenvolvimento, assim como uma adaptação teatral pela Cosmos Troupe de Takarazuka Revue com previsão de estreia para 2024.
O jogo foi um exclusivo temporário do PlayStation 5 por seis meses. Yoshida inicialmente negou, mas posteriormente confirmou que uma versão para Windows estava sendo planejada, mas demoraria para chegar. A versão para Microsoft Windows foi lançada em 17 de setembro de 2024. Ela veio em uma edição padrão e uma "Edição Completa" contendo os dois conteúdos para download. Uma demo abrangendo a primeira seção da história foi lançado em 19 de agosto junto com o anúncio oficial da conversão. Esta versão foi produzida pela mesma equipe do jogo principal, contendo novos gráficos expandidos e opções de performances para levar em conta diferentes configurações de computadores. Takai comentou que o lançamento da conversão foi adiado pelo acordo de exclusividade e pelo fato de que otimizar a versão para console e computador ao mesmo tempo levaria a uma quantidade de trabalho seria "impossível" para a equipe. Uma versão para Xbox Series X/S foi lançada em 8 de junho de 2025. Esta versão teria vendido cerca de 22 mil cópias no lançamento.

## Recepção

### Crítica
Final Fantasy XVI foi bem recebido pela imprensa especializada ao ser lançado. No agregador de resenhas Metacritic, ele tem um índice de aprovação de 87/100 baseado em 147 críticas, das quais 133 são classificadas como positivas e onze como "negativas", indicando uma recepção "geralmente favorável". Já o agregador OpenCritic indica que 92% de 163 críticos recomendaram o jogo.
Michael Higham da GameSpot elogiou como os temas sombrios foram lidados e disse que os personagens eram agradáveis, enquanto Mitchell Saltzman da IGN foi muito positivo sobre a história e personagens, também elogiando as interpretações dos atores. Wesley LeBlanc da Game Informer gostou em geral da narrativa, já a revista Edge destacou a grande escala do enredo apesar de estar em contradição com a estrutura do jogo. Jordan Middler da Video Games Chronicle achou que a história, apesar de começar lenta com construção de mundo e terminologias desconhecidas, foi bem contada e que os personagens eram agradáveis. Iain Harris da GamesRadar+ descreveu a ambientação como um retorno aos primeiros jogos da série e destacou os temas ambientais, mas também comentou a existência de alguns diálogos ruins. Eric Van Allen da Destructoid destacou a ambição da história, mas achou que alguns de seus temas não foram muito bem resolvidos. Edwin Evans-Thirlwell da Eurogamer gostou da história de Clive e a exame da narrativa sobre os temas da franquia Final Fantasy, porém comentou sobre um tom de "traição desenfreada e misoginia ambiental" entre o elenco coadjuvante. Semelhantemente, Zach Wilkerson do RPGFan achou que as personagens femininas não foram tão bem desenvolvidas, mas mesmo assim elogiou de forma geral a narrativa e elenco. Giovanni Colantonio da Digital Trends achou que a história perdia qualidade depois de deixar para trás a procura de vingança de Clive e que poucos dos personagens eram memoráveis, mas elogiou a mitologia geral do mundo. Vários críticos destacaram uma falta de representatividade e diversidade étnica.
Higham disse que os gráficos e cinemáticas auxiliavam na história geral, com a Edge e Wilkerson elogiando os detalhes e a variedade dos gráficos. Middler falou bem do projeto visual, mas destacou algumas animações inferiores para personagens secundários. Harris achou que alguns efeitos visuais usados nas batalhas dos Eikons algumas vezes obscureciam a ação. LeBlanc destacou uma falta de detalhes e variedade no desenho dos personagens não-jogáveis e também achou que efeitos visuais algumas vezes atrapalhavam a jogabilidade. Tanto Saltzman quanto Higham falaram sobre uma contagem de quadros instável. A música foi unanimemente elogiada.
Higham descreveu XVI como a mudança de jogabilidade mais drástica da série Final Fantasy até então, elogiando a variedade de combinações de habilidades possíveis. Colantonio gostou do combate apesar deste ser ditado pela história; também comentou que esperava que a franquia continuasse a refinar estes elementos para títulos futuros. Van Allen disse que a jogabilidade era "totalmente boa", já Harris escreveu que era potencialmente divisiva mas ainda assim agradável devido ao foco na ação. A Edge gostou da abertura e sistema de combate, mas reclamou que o ritmo diminuía em partes mais adiantes. Evans-Thirlwell destacou a grande variedade de habilidades especiais e elementos de customização para complementarem as mecânicas básicas de combate, enquanto LeBlanc escreveu que o sistema de batalha era "[seu] sistema de combate de ação favorito até agora" apesar de problemas de ritmo. Saltzman destacou o foco em atordoar inimigos e priorização de combos como as melhores partes do combate. Wilkerson elogiou a customização disponível para expandir as opções de combate para jogadores novatos e experientes, mas achou que de forma geral o jogo era muito fácil e que havia pouca variedade de inimigos. Middler gostou do combate de ação, comentando positivamente que seu ritmo rápido e falta de enchimentos desnecessários permitiriam que os jogadores percorressem a campanha rapidamente. Vários críticos compararam positivamente a escala e espetáculo das batalhas de Eikons com God of War III e Asura's Wrath. Uma crítica recorrente foi a falta de profundidade mecânica, além de missões paralelas com projeto desinteressante.

### Vendas
Final Fantasy XVI foi o jogo mais vendido do varejo no Japão durante sua primeira semana, com pouco mais de 336 mil cópias vendidas. Também foi o título mais vendido no Reino Unido na semana de estreia, porém com um número inferior de vendas quando comparado à XV. Foi o segundo jogo mais vendido nos Estados Unidos durante o mesmo período, ficando atrás apenas de Diablo IV. XVI vendeu mundialmente três milhões de cópias durante sua primeira semana. Relatórios e afirmações feitas pela Square Enix indicaram que o título não alcançou as expectativas de venda da empresa apesar de serem números satisfatórios, com isto e outros fatores contribuindo para uma queda nas ações da Square Enix. Takashi Kiryu, presidente da companhia, culpou a adoção devagar dos novos consoles e afirmou que a Square Enix continuaria a divulgação do jogo.

### Prêmios
| Prêmio                            | Data                    | Categoria                                                                     | Resultado      | Ref             |
| --------------------------------- | ----------------------- | ----------------------------------------------------------------------------- | -------------- | --------------- |
| The Game Awards 2022              | 22 de novembro de 2022  | Jogo Mais Antecipado                                                          | Indicado       | [ 124 ]         |
| Golden Joystick Awards 2013       | 10 de novembro de 2023  | Jogo Definitivo do Ano                                                        | Indicado       | [ 125 ] [ 126 ] |
| Golden Joystick Awards 2013       | 10 de novembro de 2023  | Melhor Intérprete Principal (Ben Starr)                                       | Venceu         | [ 125 ] [ 126 ] |
| Golden Joystick Awards 2013       | 10 de novembro de 2023  | Melhor Intérprete Coadjuvante (Ralph Ineson)                                  | Indicado       | [ 125 ] [ 126 ] |
| Golden Joystick Awards 2013       | 10 de novembro de 2023  | Jogo PlayStation do Ano                                                       | Indicado       | [ 125 ] [ 126 ] |
| Golden Joystick Awards 2013       | 10 de novembro de 2023  | Melhor Áudio                                                                  | Venceu         | [ 125 ] [ 126 ] |
| The Game Awards 2023              | 7 de dezembro de 2023   | Melhor Narrativa                                                              | Indicado       | [ 127 ]         |
| The Game Awards 2023              | 7 de dezembro de 2023   | Melhor Trilha e Música (Masayoshi Soken)                                      | Venceu         | [ 127 ]         |
| The Game Awards 2023              | 7 de dezembro de 2023   | Melhor Performance (Ben Starr)                                                | Indicado       | [ 127 ]         |
| The Game Awards 2023              | 7 de dezembro de 2023   | Melhor RPG                                                                    | Indicado       | [ 127 ]         |
| 27º D.I.C.E. Awards               | 15 de fevereiro de 2024 | Jogo RPG do Ano (Naoki Yoshida, Hiroshi Takai)                                | Indicado       | [ 128 ]         |
| 27º D.I.C.E. Awards               | 15 de fevereiro de 2024 | Melhor Realização em Animação (Ryouhei Sakai, Takaharu Aono, Hirotaka Sawada) | Indicado       | [ 128 ]         |
| 24º Game Developers Choice Awards | 20 de março de 2024     | Jogo do Ano                                                                   | Menção honrosa | [ 129 ]         |
| 24º Game Developers Choice Awards | 20 de março de 2024     | Melhor Arte Visual                                                            | Indicado       | [ 129 ]         |
| 24º Game Developers Choice Awards | 20 de março de 2024     | Melhor Tecnologia                                                             | Menção honrosa | [ 129 ]         |
| 24º Game Developers Choice Awards | 20 de março de 2024     | Melhor Áudio                                                                  | Menção honrosa | [ 129 ]         |
| 24º Game Developers Choice Awards | 20 de março de 2024     | Prêmio do Público                                                             | Indicado       | [ 129 ]         |
| 20º British Academy Games Awards  | 11 de abril de 2024     | Realização Artística (Hiroshi Minagawa, Kazuya Takahashi, Naoki Kurihara)     | Indicado       | [ 130 ]         |
| 20º British Academy Games Awards  | 11 de abril de 2024     | Narrativa (Kazutoyo Maehiro, Michael-Christopher Koji Fox)                    | Indicado       | [ 130 ]         |
| 20º British Academy Games Awards  | 11 de abril de 2024     | Intérprete em Papel Coadjuvante (Ralph Ineson)                                | Indicado       | [ 130 ]         |
| 20º British Academy Games Awards  | 11 de abril de 2024     | Realização Técnica (Ryota Suzuki, Yasuhiro Yanamoto, Kei Honda)               | Indicado       | [ 130 ]         |
| Japan Game Awards 2024            | 26 de setembro de 2024  | Prêmio por Excelência                                                         | Venceu         | [ 131 ]         |